# Distretto di Kashmore
Il distretto di Kashmore (in urdu: ضلع جامشورو) è un distretto del Sindh, in Pakistan, che ha come capoluogo Kashmore.